# UB-76号潜艇
陛下之UB-76号艇是德意志帝国海军于第一次世界大战期间建造的其中一艘UB-III型近岸潜艇或称U艇。它由汉堡的布洛姆与福斯船厂承建，于1917年5月5日新船下水，至同年9月23日交付使用。其全长55.3米，水面及水下排水量分别为516吨和648吨，艇载武器则包括五具500毫米鱼雷发射管以及一门88毫米口径甲板炮。UB-76号的整个服役生涯都是在训练区舰队度过，并未参任何实战。战后，根据对德停战协定的要求，该艇于1919年2月12日被引渡至英国哈维奇正式向协约国投降，至1922年在罗彻斯特拆解报废。

## 设计
UB-76号是汉堡伏尔铿船厂承建的UB-III型第二批次（UB-75至UB-79号）的二号艇，由德意志帝国海军潜艇监察局于1916年9月23日向订购，至1917年5月5日下水。其全长55.30米，舷宽5.80米。艇体采用双壳体结构，水面及水下排水量分别为516吨和648吨，浮起时的吃水深度为3.68米。由于无需像UC-II型艇那样提供水雷布设装置，设计工程师对潜艇舷弧进行了优化，增大了司令塔体积，配备两具潜望镜，司令塔与控制室之间增加一道水密舱壁。这些改进显著提高了潜艇的水下机动性和生存力。为了达到更高的航速，UB-76号采用两台猛狮六缸四冲程550匹公制馬力（405千瓦特）柴油机用于水面运行，以及两台394匹公制馬力（290千瓦特）的西门子-舒克特电动发电机用于水下航行；水面最高航速13.6節（25.2每小時），水下7.8節（14.4每小時）；能够在水面以8節（15每小時）航速续航8,680海里（16,080），或以4節（7.4每小時）连续在水下航行55海里（102）而无需充电。
UB-76号的主武器为五具500毫米艇艏鱼雷发射管，其中艇艏四具采用层叠式布局分居两侧、艇艉一具，并可搭载合共10枚G6型鱼雷。辅助武器则是一门88毫米30倍径速射炮。其标准船员编制为3名军官加31名水兵。

## 服役历史
1917年9月23日，UB-76号在首度担任艇长的海军上尉埃里希·格特的指挥下正式入役，随即展开海试。完成海试后，该艇即被编入驻基尔的训练区舰队，供潜艇学校作训练用途，从未参与实战。战后，根据对德停战协定的要求，该艇于1919年2月12日被引渡至英国哈维奇正式向协约国投降，至1922年在罗彻斯特拆解报废。

## 脚注
1. ↑  Rössler，第65頁.
2. 1 2  Helgason, Guðmundur. . German and Austrian U-boats of World War I - Kaiserliche Marine - Uboat.net.   [2022-05-07].
3. 1 2 3 4  Gröner 1991，第25-30頁.
4. 1 2  Helgason, Guðmundur. . German and Austrian U-boats of World War I - Kaiserliche Marine - Uboat.net.   [2015-03-08].
5. ↑  陈进，第239頁.